# Magyarország a 2018-as rövid pályás úszó-világbajnokságon
Magyarország a kínai Hangcsouban megrendezett 2018-as rövid pályás úszó-világbajnokság egyik részt vevő nemzete volt.

## Érmesek
| Érem      | Versenyző      | Versenyszám    | Dátum        |
| --------- | -------------- | -------------- | ------------ |
| Aranyérem | Hosszú Katinka | 400 m vegyes   | december 11. |
| Aranyérem | Hosszú Katinka | 200 m pillangó | december 12. |
| Aranyérem | Hosszú Katinka | 100 m vegyes   | december 14. |
| Aranyérem | Hosszú Katinka | 200 m vegyes   | december 15. |
| Ezüstérem | Hosszú Katinka | 100 m hát      | december 12. |

## Eredmények

### Férfi
| Versenyző          | Versenyszám    | Előfutam    | Előfutam   | Előfutam   | Elődöntő | Elődöntő | Elődöntő | Döntő    | Döntő    |
| Versenyző          | Versenyszám    | Idő         | Hely.      | Össz.      | Idő      | Hely.    | Össz.    | Idő      | Helyezés |
| ------------------ | -------------- | ----------- | ---------- | ---------- | -------- | -------- | -------- | -------- | -------- |
| Bernek Péter       | 400 m gyors    | 3:43,74     | 7.         | 15.        |          |          |          | kiesett  | kiesett  |
| Bernek Péter       | 400 m vegyes   | 4:05,49     | 5.         | 6.         |          |          |          | 4:04,71  | 4.       |
| Biczó Bence        | 200 m pillangó | 1:53,99     | 5.         | 14.        |          |          |          | kiesett  | kiesett  |
| Dudás Dániel       | 200 m gyors    | 1:48,84     | 10.        | 34.        |          |          |          | kiesett  | kiesett  |
| Dudás Dániel       | 400 m gyors    | 3:46,65     | 9.         | 23.        |          |          |          | kiesett  | kiesett  |
| Dudás Dániel       | 200 m vegyes   | 1:57,84     | 9.         | 25.        |          |          |          | kiesett  | kiesett  |
| Földházi Dávid     | 100 m hát      | 52,60       | 9.         | 30.        | kiesett  | kiesett  | kiesett  | kiesett  | kiesett  |
| Földházi Dávid     | 200 m hát      | 1:53,09     | 7.         | 19.        |          |          |          | kiesett  | kiesett  |
| Földházi Dávid     | 100 m vegyes   | 53,67       | 7.         | 17.        | kiesett  | kiesett  | kiesett  | kiesett  | kiesett  |
| Gyurta Gergely     | 1500 m gyors   | nem indult  | nem indult | nem indult |          |          |          | kiesett  | kiesett  |
| Gyurta Gergely     | 400 m vegyes   | 4:06,13     | 2.         | 7.         |          |          |          | 4:06,99  | 5.       |
| Horváth Dávid      | 50 m mell      | 27,21       | 10.        | 43.        | kiesett  | kiesett  | kiesett  | kiesett  | kiesett  |
| Horváth Dávid      | 100 m mell     | 58,86       | 9.         | 29.        | kiesett  | kiesett  | kiesett  | kiesett  | kiesett  |
| Horváth Dávid      | 200 m mell     | 2:07,49     | 7.         | 20.        |          |          |          | kiesett  | kiesett  |
| Kalmár Ákos        | 1500 m gyors   | 14:31,94    | 4.         | 7.         |          |          |          | 14:35,94 | 7.       |
| Kenderesi Tamás    | 200 m pillangó | 1:53,59     | 3.         | 12.        |          |          |          | kiesett  | kiesett  |
| Lobanovszkij Maxim | 50 m gyors     | 21,40 21,25 | 5. 1.      | 16.        | 21,20    | 6.       | 11.      | kiesett  | kiesett  |
| Lobanovszkij Maxim | 100 m gyors    | 48,03       | 5.         | 31.        | kiesett  | kiesett  | kiesett  | kiesett  | kiesett  |
| Telegdy Ádám       | 50 m hát       | 25,03       | 4.         | 32.        | kiesett  | kiesett  | kiesett  | kiesett  | kiesett  |
| Telegdy Ádám       | 200 m hát      | 1:52,48     | 5.         | 15.        |          |          |          | kiesett  | kiesett  |

### Női
| Versenyző        | Versenyszám    | Előfutam   | Előfutam   | Előfutam   | Elődöntő | Elődöntő | Elődöntő | Döntő   | Döntő    |
| Versenyző        | Versenyszám    | Idő        | Hely.      | Össz.      | Idő      | Hely.    | Össz.    | Idő     | Helyezés |
| ---------------- | -------------- | ---------- | ---------- | ---------- | -------- | -------- | -------- | ------- | -------- |
| Hosszú Katinka   | 100 m vegyes   | 58,05      | 1.         | 1.         | 57,69    | 1.       | 1.       | 57,26   |          |
| Hosszú Katinka   | 200 m vegyes   | 2:05,42    | 1.         | 1.         |          |          |          | 2:03,25 |          |
| Hosszú Katinka   | 400 m vegyes   | 4:23,59    | 1.         | 1.         |          |          |          | 4:21,40 |          |
| Hosszú Katinka   | 50 m hát       | Nem indult | Nem indult | Nem indult | kiesett  | kiesett  | kiesett  | kiesett | kiesett  |
| Hosszú Katinka   | 100 m hát      | 57,09      | 2.         | 3.         | 56,46    | 3.       | 3.       | 56,26   |          |
| Hosszú Katinka   | 200 m hát      | 2:03,96    | 2.         | 7.         |          |          |          | 2:01,99 | 4.       |
| Hosszú Katinka   | 100 m pillangó | Nem indult | Nem indult | Nem indult | kiesett  | kiesett  | kiesett  | kiesett | kiesett  |
| Hosszú Katinka   | 200 m pillangó | 2:04,68    | 1.         | 2.         |          |          |          | 2:01,60 |          |
| Kapás Boglárka   | 200 m gyors    | 1:59,41    | 9.         | 24.        |          |          |          | kiesett | kiesett  |
| Kapás Boglárka   | 400 m gyors    | Nem indult | Nem indult | Nem indult |          |          |          | kiesett | kiesett  |
| Kapás Boglárka   | 800 m gyors    | Nem indult | Nem indult | Nem indult |          |          |          | kiesett | kiesett  |
| Sztankovics Anna | 50 m mell      | 30,76      | 7.         | 18.        | kiesett  | kiesett  | kiesett  | kiesett | kiesett  |
| Sztankovics Anna | 100 m mell     | 1:06,42    | 5.         | 17.        | kiesett  | kiesett  | kiesett  | kiesett | kiesett  |